# Unidade 8200

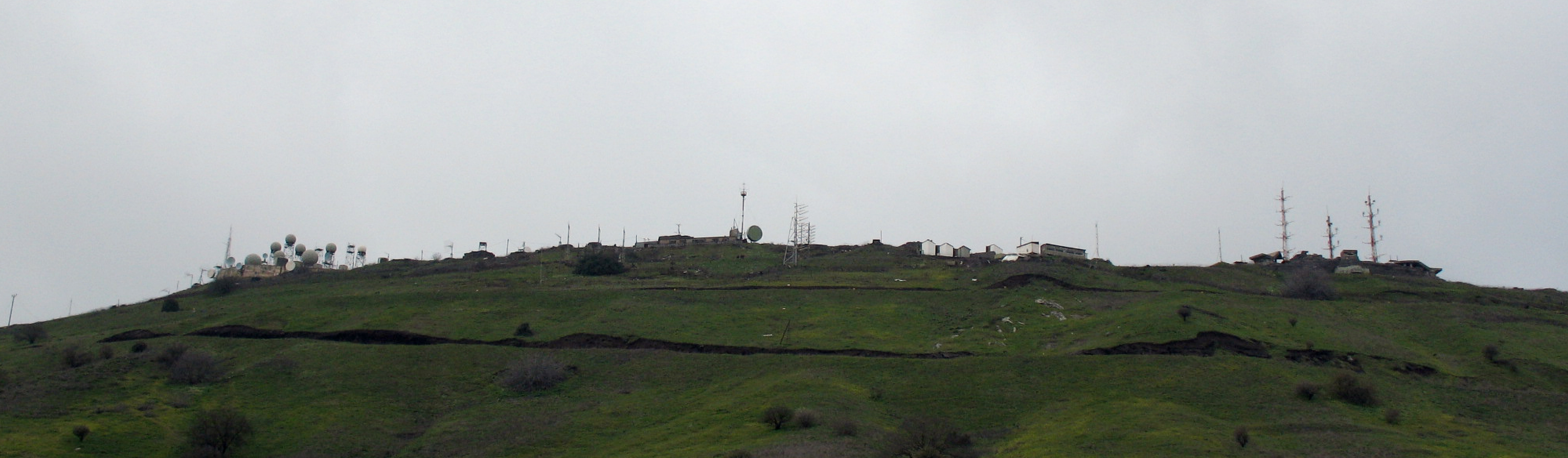
Base da Unidade 8200 no Monte Avital, Israel

Unidade 8200 (leia oito duzentos, ou יחידה 8200 (em hebraico: shmoneh matayim) é uma unidade do Corpo de Inteligência das Forças de Defesa de Israel, cuja missão é captar sinais de inteligência e decifrar códigos. Conhecido em publicações militares como Unidade Central de Coleta  dos Corpos de Inteligência e era conhecida anteriormente como unidade 515 e posteriormente unidade 848.
Muitas vezes citada como Israeli SIGINT National Unit (ISNU).
É a maior unidade das Forças de Defesa de Israel, com vários milhares de soldados. Suas funções são semelhantes às da Agência de Segurança Nacional dos Estados Unidos. A diferença sendo que a NSA é um órgão civil.

## Objetivo
A Unidade combina a capacidade do trabalho de inteligência tradicional com as tecnologias mais avançadas do mundo. Usando tecnologia, interceptam conversas e captam e-mails. As tecnologias também permitem receberem ligações de chamadas feitas para inimigos de Israel, podendo assim interceptarem as mesmas.
As informações do receptor são obtidas na unidade 24 horas por dia, e são transferidas para a divisão de pesquisa de informações relevantes. Muitas vezes, as transmissões são recebidas pela Unidade, em tempo suficiente para que o ataque ou atentado seja evitado.  
Todas as operações são discutidas apenas a portas fechadas e não são divulgadas para a mídia. Porém ao longo dos anos, algumas conquistas foram publicadas durante algumas guerras de Israel.
Um exemplo famoso ocorreu durante a guerra dos seis dias quando a Unidade interceptou um telefonema feito entre Nasser (presidente do Egito) e Hussein (rei da Jordânia), da qual Nasser havia mentido sobre o estado de aviões militares do Egito. A informação fora passada para a rádio do exército, permitindo o sucesso dos ataques israelenses.
A unidade 8200, ao contrário de muitas unidades da IDF, fabrica os seus próprios meios tecnológicos, tendo uma indústria própria de alta tecnologia.

## Atividades
A Unidade 8200 foi identificada pela mídia americana como sendo responsável pela criação do Stuxnet, um  worm de computador que em 2010 infectou computadores industriais, incluindo as instalações nucleares iranianas.
Os principais países afetados foram - Irã, com 62.867 computadores infectados, Indonésia, com 13.336, Índia 6552, Estados Unidos 2913, Austrália 2436, a Grã-Bretanha 1038, a Malásia 1013 e o Paquistão, com 993.
Em 11 de setembro de 2013, o The Guardian publicou um documento fornecido por Edward Snowden, que revela como Unidade de 8200, conhecida como ISNU, recebe os dados brutos, sem filtro de cidadãos dos Estados Unidos, como parte de um acordo secreto com a Agência de Segurança Nacional dos EUA.

## Ver Também
- Echelon
- Cinco Olhos
- AMOS (satélite)
- Mossad